# Florin Prunea

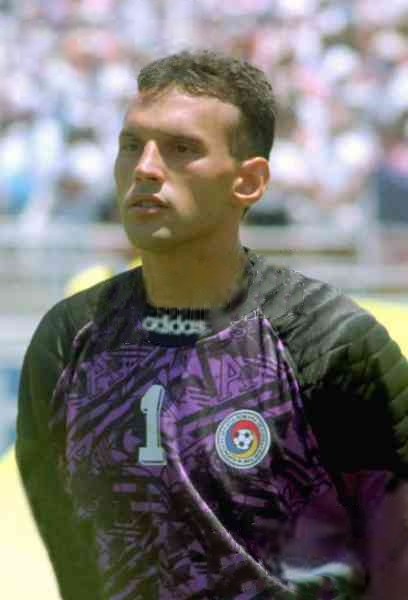
Florin Prunea la Campionatul Mondial din 1994

Florin Prunea (n. 8 august 1968, București) este un fost fotbalist român, care a jucat în echipa națională de fotbal a României la Campionatele Mondiale de Fotbal din 1994 și 1998. 
A evoluat pe postul de portar, începându-și cariera la Dinamo București. În 1991, a câștigat alături de FC Universitatea Craiova atât titlul de campion, cât și Cupa României. În 1992, a revenit la Dinamo, unde a fost titular timp de șase sezoane.
A evoluat în străinătate la Erzurumspor (Turcia), Litex Loveci (Bulgaria) și Skoda Xanthi (Grecia).
A strâns 40 de selecții pentru prima reprezentativă a României alături de care a jucat la două Campionate Mondiale (1994 și 1998) și două Campionate Europene (1996 și 2000). La Campionatul Mondial din 1994, i-a luat locul lui Bogdan Stelea în echipa de start a României, după înfrângerea scor 1-4 cu Elveția. Prunea nu a primit gol în ultima partidă din grupe, cea cu Statele Unite, însă a primit un gol ușor de la Balbo în minutul 75 în partida câștigată de tricolori în fața Argentinei cu scorul de 3-2. În meciul din sferturi, cu Suedia, Prunea a gafat în prelungiri, dându-i șansa atacantului Kennet Andersson să egaleze la 2. Meciul s-a decis la penaltiuri, România fiind învinsă cu 4-5.
După retragerea din activitatea de fotbalist, a lucrat la FRF, în funcția de șef al departamentului de relații internaționale, dar a fost suspendat din acest post pentru că este acuzat în dosarul "Penescu" că a luat mită de la Cornel Penescu, pentru a-i delega la meciurile echipei FC Argeș anumiți arbitri.
În martie 2008 a fost decorat cu Ordinul „Meritul Sportiv” clasa a III-a, pentru rezultatele obținute la turneele finale din perioada 1990-2000 și pentru întreaga activitate.